# Presidio de Santa Barbara

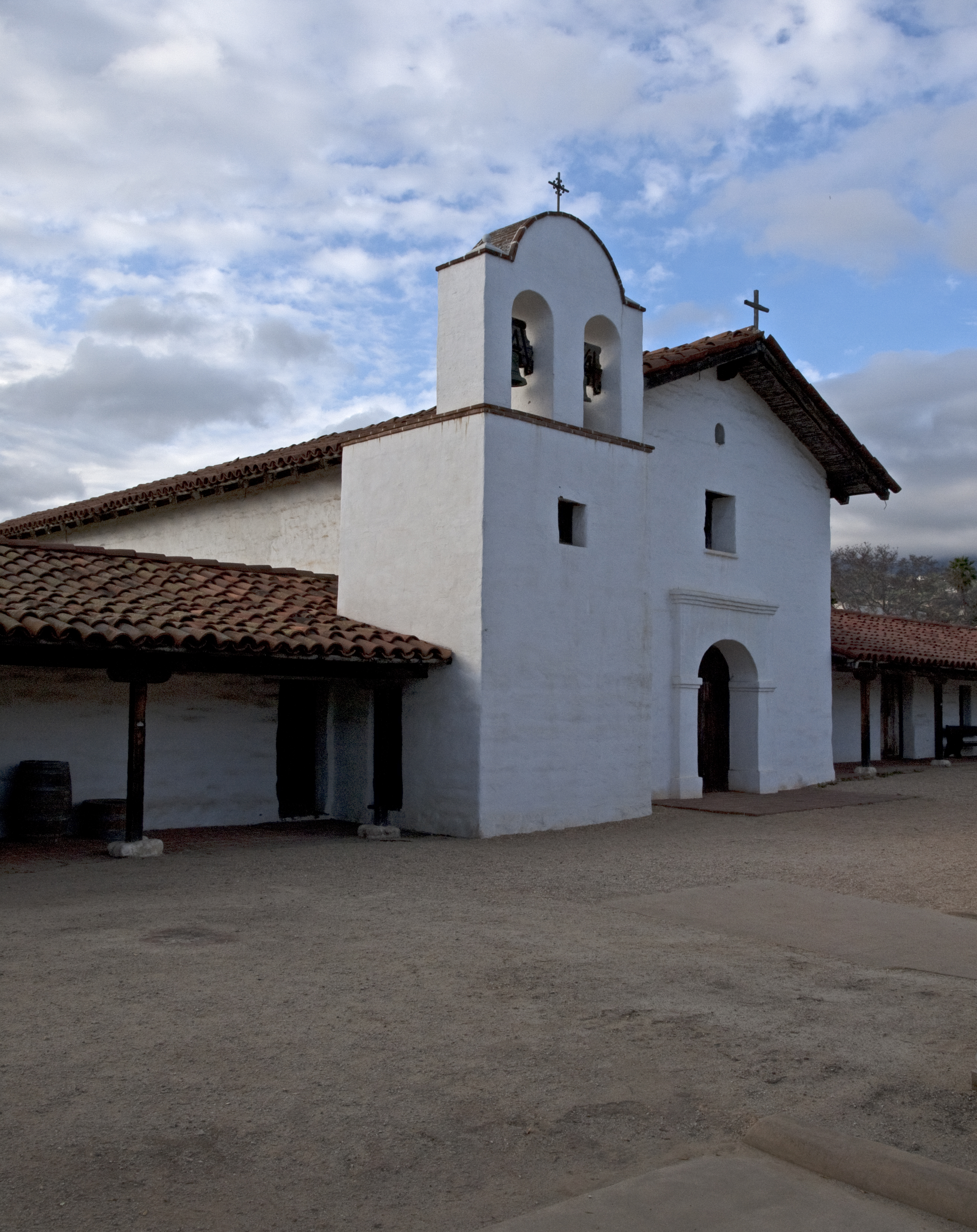
La chapelle du Presidio.

Le Presidio de Santa Bárbara était une installation militaire située à Santa Barbara, en Californie, construite par l'Espagne en 1782 dans le but de défendre le Second District Militaire de la province. C'est aujourd'hui un monument visité par de nombreux touristes en même temps qu'un site archéologique actif. C'est le second plus vieux bâtiment encore visible en Californie, seule la Mission San Juan Capistrano est plus vieille. De plus, c'est le dernier avant-poste militaire construit par les espagnols dans le Nouveau Monde.
Une petite portion du fort original est visible aujourd'hui et a été restaurée. Alors qu'une grande partie de la structure a disparu, on peut retrouver sur les photographies aériennes des traces (par exemple des murs et des bâtiments qui suivent les lignes de géométrie du Presidio) qui attestent de l'ancienne taille de l'édifice. La chapelle, l'un des bâtiments restaurés, était le premier lieu de culte pour les habitants de la ville de Santa Barbara, puisque la Mission, située à plus de deux kilomètres, servait surtout aux Amérindiens Chumash après leur conversion au christianisme.